# Mérignac, Charente-Maritime
Mérignac là một xã trong tỉnh Charente-Maritime trong vùng Nouvelle-Aquitaine tây nam nước Pháp. Xã này nằm ở khu vực có độ cao trung bình 80 mét trên mực nước biển. Sông Seugne chảy qua thị trấn.

## Lịch sử dân số
| Năm  | Dân số | Mật độ | Phần trăm của tổng |
| ---- | ------ | ------ | ------------------ |
| 1962 | 226    | -      | -                  |
| 1968 | 240    | -      | -                  |
| 1975 | 222    | -      | -                  |
| 1982 | 176    | -      | -                  |
| 1990 | 179    | -      | -                  |
| 1999 | 206    | 46/km² | 3.34%              |